# Iowa State University Women's Volleyball
La Iowa State University Women's Volleyball è la squadra pallavolo femminile appartenente alla Iowa State University, con sede ad Ames (Iowa): milita nella Big 12 Conference della NCAA Division I.

## Storia
Il programma di pallavolo femminile della Iowa State University nasce nel 1973. Nel corso degli anni si alternano diversi allenatore, ma solo a metà anni novanta, con la partecipazione alla NCAA Division I 1995, le Cyclones raggiungono il primo risultato di rilievo, qualificandosi a una post-season, eliminate al secondo turno. 
Nel 1996 si affiliano alla Big 12 Conference, ma è solo con l'arrivo dell'allenatrice Christy Johnson-Lynch nel 2005 che il programma emerge nel panorama pallavolistico universitario: le Cyclones si qualificano alla post-season quasi ogni anni, spingendosi fino alle Elite Eight nel 2008 e nel 2011; conquistano inoltre il primo trofeo della propria storia, laureandosi campionesse del NIVC 2018.

## Palmarès
- NIVC: 1

2018

## Record
| Piazzamento |    | Edizione                                            |
| ----------- | -- | --------------------------------------------------- |
| Tornei NCAA | 17 | Elite Eight: 2 2008, 2011                           |
| Tornei NCAA | 17 | Sweet Sixteen: 3 2007, 2009, 2012                   |
| Tornei NCAA | 17 | Secondo turno: 6 1995, 2006, 2014, 2015, 2017, 2022 |
| Tornei NCAA | 17 | Primo turno: 6 2010, 2013, 2016, 2019, 2021, 2023   |

## Conference
- Big Eight Conference: 1976-1995
- Big 12 Conference: 1996-

## All-America

### First Team
- Ashley Mass (2009)
- Victoria Henson (2010)
- Alison Landwehr (2011)

### Second Team
- Kaylee Manns (2008, 2009)
- Carly Jenson (2011)
- Kristen Hahn (2012, 2013)
- Alison Landwehr (2012)
- Caitlin Nolan (2015)

### Third Team
- Ashley Mass (2008, 2010)
- Victoria Henson (2009)
- Caitlin Nolan (2014)

## Allenatori
- Gloria Crosby: 1973-1974
- Kay Pundt: 1975
- Diane Hale: 1976-1977
- Sharon Hitsman: 1978-1980
- Mary Fischl: 1981-1984
- Vicki Mealer: 1985-1992
- Jackie Nunez: 1993-1997
- Kerry Miller: 1998
- Linda Crum: 1999-2004
- Christy Johnson-Lynch: 2005-